# Balinesische Sprache
Balinesisch ist die Sprache der Bevölkerung der Inseln Bali und Nusa Penida sowie regional Lombok und Java in Indonesien. Sie wird von ca. 3,8 Millionen Menschen, also 2,1 % der indonesischen Bevölkerung gesprochen. Stabile Sprachinseln auf Sumatra und Borneo resultieren aus der Transmigrasi-Politik der 1970er Jahre. Hinzu kommt eine Balinesisch sprechende Diaspora im Ausland. Balinesisch ist nahe verwandt mit Sasak und Sumbawa. Die Sprache gehört zur Bali-Sasak-Sumbawa-Untergruppe des west-malayo-polynesischen Sprachzweiges innerhalb der austronesischen Sprachfamilie.

Karte der Verbreitung der balinesischen Sprache in Indonesien. Dunkelblau: von einer Mehrheit, hellblau: von einer Minderheit gesprochen

Die Balinesen sprechen Balinesisch in drei verschiedenen Sprachebenen: Hochbalinesisch (singgih), Mittelbalinesisch (lumrah) und Niederbalinesisch (sor). Die drei Sprachebenen sind als Folge des Kastenwesens auf Bali entstanden. Das Hochbalinesische ist die Sprache der Triwangsa („drei [oberen] Kasten“) und basiert auf der alten javanischen Hofsprache. Von einem Sudra (Balinese der untersten Kaste) wird erwartet, dass er einen Angehörigen der Triwangsa (Angehöriger der Brahmanenkaste, Ksatriya und der Wesya) höflich und respektvoll in der Hochsprache anspricht. Hingegen bedient sich dieser gegenüber einem Sudra der niederen Sprache. Da viele Sudra aber nie Gelegenheit erhalten, die Hochsprache zu erlernen, entwickelte sich für den formellen Verkehr eine mittlere Sprache – ein Gemisch aus der hohen und der niederen Sprache sowie javanischen sowie malaiischen Einsprengseln. Die mittlere Sprache gilt auch als höflich und wird oft bei Fremden gebraucht, bevor die Kastenzugehörigkeit des Gesprächspartners festgestellt ist. Die Sudras untereinander reden in der gewöhnlichen, niederen Sprache. Daneben wird als sakrale Literatursprache Kawi verwendet.
Balinesisch wird heute mit dem lateinischen Alphabet geschrieben, die frühere balinesische Schrift ähnelt der alten javanischen Schrift, die vom indischen Devanagari abstammt.

## Sprachbeispiel
Allgemeine Erklärung der Menschenrechte, Artikel 1:
Sami manusane sane nyruwadi wantah merdeka tur maduwe kautamaan lan hak-hak sane pateh. Sami kalugrain papineh lan idep tur mangdane pada masawitra melarapan semangat pakulawargaan.

Alle Menschen sind frei und gleich an Würde und Rechten geboren. Sie sind mit Vernunft und Gewissen begabt und sollen einander im Geist der Brüderlichkeit begegnen.